# José María Calatrava
José María Calatrava (* 26. Februar 1781 in Mérida; † 16. Januar 1846 in Madrid) war ein spanischer Rechtswissenschaftler, Politiker und Ministerpräsident Spaniens (Presidente de Gobierno).

## Biografie

### Studium und spanischer Unabhängigkeitskrieg
Nach der Schulausbildung absolvierte er ein Studium der Rechtswissenschaften.
Während der Zeit der Besetzung Spaniens durch Frankreich und des Spanischen Unabhängigkeitskrieges war er aktives Mitglied der Obersten Junta von Extremadura (Junta Suprema de Extremadura), die ihn 1810 auch zum Mitglied der Cortes von Cádiz wählte. Nach der Wiederherstellung der Monarchie und der absoluten Macht von König Ferdinand VII. wurde er festgenommen und anschließend zu einer Haftstrafe in Melilla verurteilt.

### Spanische Revolution und Ministerpräsident
Erst im Zuge der Spanischen Revolution von 1820 (Trienio Liberal) wurde er aufgrund einer Amnestie aus der Haft entlassen und im Anschluss daran zunächst zum Mitglied des Magistrats des Obersten Gerichts (Tribunal Suprema de España) ernannt. Zwischen 1822 und 1823 wurde er dann zum Minister für Gnadengesuche und Justiz (Ministro de Gracia y Justicia) berufen. Zugleich war er Mitglied des Parlaments (Cortes). Nach dem Ende dieser liberalen dreijährigen Regierungszeit und der erneuten Machtfestigung König Ferdinands VII. war er zusammen mit seinem Bruder Ramón María de Calatrava, einem späteren Schatzminister, gezwungen ins Exil nach England zu gehen.
Calatrava konnte erst 1834 nach dem Tode König Ferdinands und dem Beginn der Herrschaft der Regentin Maria Christina von Sizilien im September 1833 nach Spanien zurückkehren. 1836 wurde er wieder zum Richter am Obersten Gericht ernannt.
Am 14. August 1836 wurde er nach dem Aufstand von La Granja de San Ildefonso als Nachfolger von Francesco Xavier de Isturiz zum Ministerpräsidenten Spaniens (Presidente de Gobierno) berufen. Als solcher berief er sogleich Juan Álvarez Mendizábal zum Schatzminister um dessen Reformen des öffentlichen Eigentums zu vollenden. Zugleich bemühte sich seine Regierung um einige Änderungen der Verfassung nach französischem Vorbild. Nach etwas mehr als einem Jahr wurde er dann am 18. August 1837 von Baldomero Espartero als Ministerpräsident abgelöst. Während seiner Amtszeit war er außerdem als Staatsminister (Ministerio de Estado) für auswärtige Angelegenheiten zuständig.
Am 22. September 1837 wurde er zum Abgeordneten des Parlaments (Congreso de los Diputados) gewählt, wo er bis zu seinem Tod abwechselnd die Wahlkreise von Madrid, Castellón und Badajoz vertrat. Zeitweise war er von September bis November 1839 auch als Präsident des Deputiertenkongresses tätig und im Anschluss daran Präsident des Obersten Gerichts.